# Santa María de Bolaños
Santa María de Bolaños är en ort i Mexiko.   Den ligger i kommunen Manuel Doblado och delstaten Guanajuato, i den centrala delen av landet, 300 km nordväst om huvudstaden Mexico City. Santa María de Bolaños ligger 1 731 meter över havet och antalet invånare är 479.
Terrängen runt Santa María de Bolaños är huvudsakligen platt, men österut är den kuperad. Runt Santa María de Bolaños är det ganska glesbefolkat, med 45 invånare per kvadratkilometer. Närmaste större samhälle är Ciudad Manuel Doblado, 10,9 km sydväst om Santa María de Bolaños. Omgivningarna runt Santa María de Bolaños är en mosaik av jordbruksmark och naturlig växtlighet.